# Années 360
Les années 360 couvrent la période de 360 à 369.

## Événements

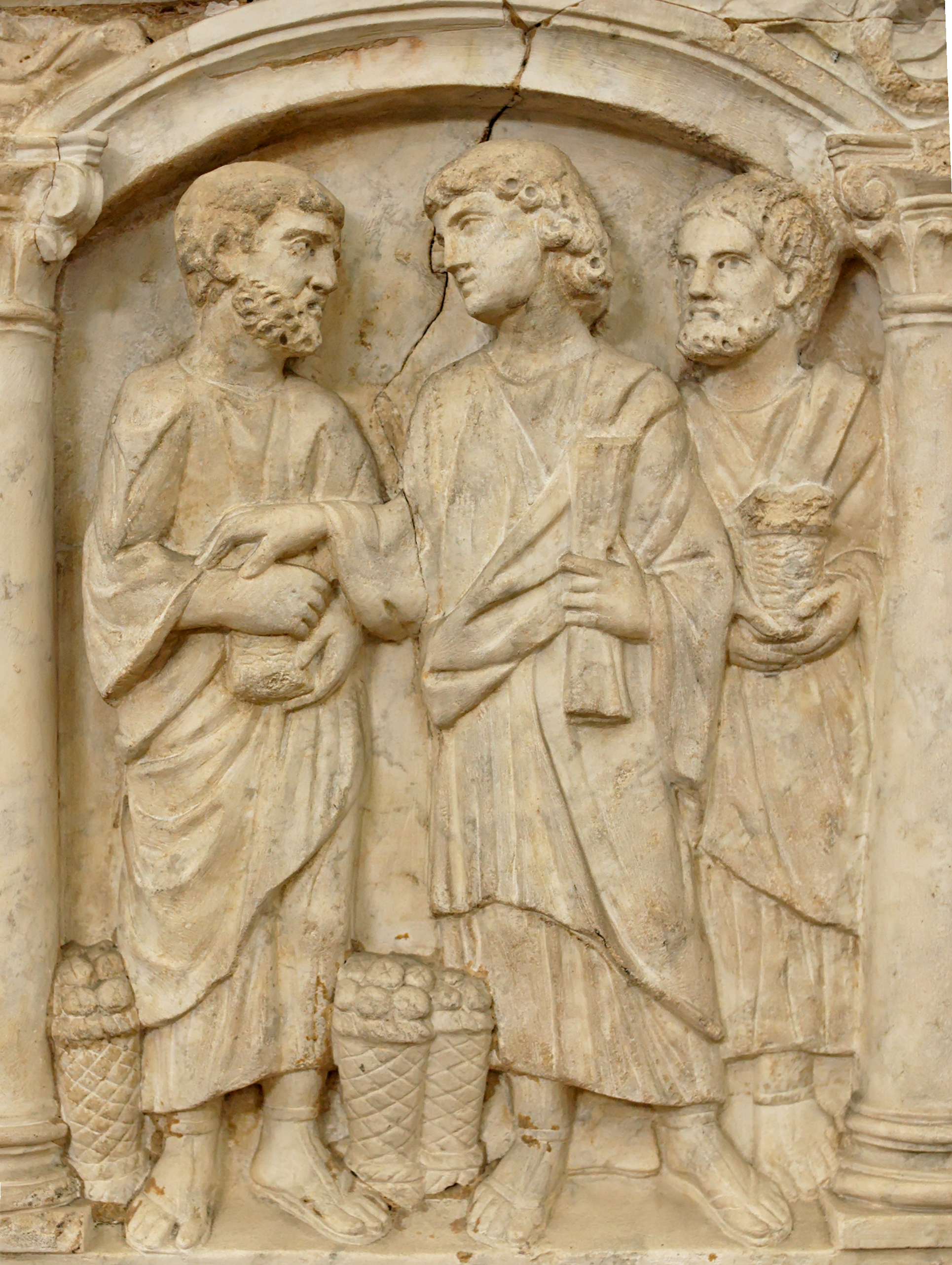
Multiplication des pains et des poissons. Détail d'un panneau de front d'un sarcophage romain à colonnes, vers 350-375 ap. J.-C.

- 360 - 361 : concile de Paris contre l’arianisme et pour la Trinité. Déclin de l’arianisme[1].
- 361 : mort de l’empereur romain Constance II ; Julien, proclamé à Lutèce en 360, lui succède[2].
- Vers 361 : Martin de Tours fonde le premier monastère de Gaule à Ligugé, près de Poitiers[3].
- 362-363 : rétablissement de la liberté des cultes par Julien[4]. Il supprime les privilèges de l’Église chrétienne, lui interdit de recevoir des legs, enlève aux évêques leur droit de juridiction, ferme aux chrétiens l’enseignement des belles-lettres et l’accès des fonctions publiques[5]. Le paganisme reprend son caractère de religion officielle, sous la forme du culte solaire. Julien rouvre les temples païens, permet aux païens de revendiquer les biens que Constantin et Constance leur ont enlevés au profit des chrétiens. Il constitue un clergé officiel, avec un pontife par province chargé d’en assurer la direction[6].
- 362 : synode d'Alexandrie. Publication du Tome aux Antiochiens. L'évêque Athanase d'Alexandrie y fixe les conditions de l'unité des Nicéens pour créer un front commun contre l'Arianisme[7].
- 363 : campagne de Julien contre Shapur II ; Jovien est proclamé empereur romain par l'armée[2].
- 363-364 : raids des Austuriens qui envahissent le territoire de Leptis Magna en Tripolitaine[8].

- Après 363 : Éphrem le Syrien transfère l'École théologique de Nisibe à Édesse, fondant l'École des Perses[9].
- 364 : mort de Jovien ; la dynastie des Valentiniens est instauré par Valentinien Ier sur l'Empire romain ; son frère Valens lui est associé[2].
- Vers 364 : le culte des anges est condamné comme idolâtrie au concile de Laodicée[10].
- 365-366 : usurpation de Procope en Orient[2].
- Après 365 : raids germains dans l'Empire romain. Les Alamans envahissent la Gaule et la Rhétie. Quades et Sarmates se jettent sur la Pannonie et la Mésie inférieure, refoulent les troupes romaines de couverture et menacent un instant Sirmium. Valentinien Ier, accouru de Gaule, repousse les uns et les autres (365-374)[11].
- 366 : l’Église apostolique arménienne proclame son autocéphalie[12].
- 367 : « Conspiration barbare » (barbarica conspiratio) contre la Bretagne qui est attaquée par plusieurs peuples (Scots, Pictes, Francs et Saxons) ; abandon provisoire du mur d'Hadrien. Premières incursions des Saxons sur les côtes de la Grande-Bretagne et de la Gaule. En 368, Théodose l’Ancien est envoyé pour rétablir l'ordre[13].
- 367-368 : le roi de Perse Shapur II livre bataille aux Kusana kidarites dans la région de Balkh et selon Faustus aurait subi de lourdes pertes[14].

## Personnages significatifs
- Athanase d'Alexandrie
- Damase Ier
- Épiphane de Salamine
- Gratien
- Julien (empereur romain)
- Jovien
- Procope (usurpateur)
- Valens
- Valentinien Ier